# Domingo Pimentel Zúñiga
Domingo Pimentel Zúñiga OP (ur. 3 października 1584 w Benavente, zm. 2 grudnia 1653 w Rzymie) – hiszpański kardynał.

## Życiorys
Urodził się 3 października 1584 roku w Benavente, otrzymując na chrzcie imię Rodrigo. W młodości wstąpił do zakonu dominikanów, a następnie został wykładowcą i pełnił funkcję rektora Uniwersytetu w Alcalá de Henares. 2 października 1630 roku został wybrany biskupem Osmy, a 25 maja następnego roku przyjął sakrę. W 1633 roku został przeniesiony do diecezji Kordoby, a szesnaście lat później został arcybiskupem Sewilli. 19 lutego 1652 roku został kreowany kardynałem prezbiterem i otrzymał kościół tytularny San Silvestro in Capite. W tym samym roku zrezygnował z zarządzania archidiecezją. Zmarł 2 grudnia 1653 roku w Rzymie.